# Orahovlje
Orahovlje (en cyrillique : Ораховље) est un village de Bosnie-Herzégovine. Il est situé dans la municipalité de Ljubuški, dans le canton de l'Herzégovine de l'Ouest et dans la fédération de Bosnie-et-Herzégovine. Selon les premiers résultats du recensement bosnien de 2013, il compte 218 habitants.

## Géographie
Le village est situé à la frontière entre la Bosnie-Herzégovine et la Croatie.

## Démographie

### Évolution historique de la population
| 1948 | 1953 | 1961 | 1971 | 1981 | 1991 | 2013 |
| ---- | ---- | ---- | ---- | ---- | ---- | ---- |
| 234  | 238  | 223  | 189  | 236  | 207  | 218  |

|  |